# 嘉寶鳳梨屬
嘉寶鳳梨屬（拉丁語：Catopsis）為鳳梨科中的一屬，可發現於佛羅里達到巴西東部的部分，包含加勒比地區。本屬的其中一種，貝爾特羅嘉寶鳳梨被認為是食肉植物。